# Fale Burman (författare)
Fale Sigfrid Anders Burman, född 17 april 1913 i Umeå, död 23 maj 1970 i Västerled, Stockholm, var en svensk optiker och reklamman. Han blev även deckarförfattare när han inspirerades av Stieg Trenters framgångar.
Han debuterade med Spinn, spinn mördaren min (1953), följd av en rad deckare, som trots jargongprosa och lite väl konstruerade problem vann stor popularitet.
Någon ren kopia av Trenter var han dock inte utan hade en egen personlig stil.